# Никола Ралев
Никола Попанастасов Ралев е български революционер, деец на Вътрешната македоно-одринска революционна организация.

## Биография
Никола Ралев е роден в българското костурско село Загоричани, тогава в Османската империя, но по бащина линия произхожда от Българска Блаца. Пръв братовчед е на Кузо Блацки. Участва в църковната борба за независима българска църква в родното си село и се присъединява към ВМОРО. Участва в  Илинденско-Преображенското въстание от 1903 година. По-късно е затварян в затвора Едикуле и Костурския затвор. Преселва се през 1907 в Канада, където се занимава с обществена дейност. Връща се за кратко в Загоричани, където участва в комисия за построяване на обществени чешми в селото.
Синът му Дине Ралев (1893 – ?) е интербригадист в Испанската гражданска война.